# 阿普拉克辛海军大将号岸防战列舰
阿普拉克辛海军大将号岸防战列舰（俄语：Генерал-адмирал Апраксин）为俄罗斯帝国建造的乌沙科夫海军上将级岸防战列舰3号舰。阿普拉克辛海军大将号建成后归入波羅的海艦隊。在日俄战争爆发后，阿普拉克辛海军大将号加入第二太平洋舰队，启程前往旅顺港（俄方称亚瑟港），解救被日本海军围困在港内的俄国第一太平洋舰队主力。但在第二太平洋舰队依旧在海上航行时，日军即已攻陷旅顺要塞，第一太平洋舰队已经覆灭；第二太平洋舰队只能将目的地改为俄国在远东的另一个军港符拉迪沃斯托克（中文旧称海参崴）。1905年5月，以逸待劳的日本联合舰队主力在途中对马海峡堵住了劳师远征的第二太平洋舰队，并在对马海峡海战（日方称为日本海海战）中俘获阿普拉克辛海军大将号。
日军接收阿普拉克辛海军大将号后对其进行了修复和改装，重新命名为冲岛（日语：／ okinoshima），并编列为二等海防舰。1914年第一次世界大战初期，冲岛即参加了日军对青岛的进攻。1922年冲岛退出了现役。日本方面原本打算将退役后的冲岛改作纪念舰，终因恶劣天气导致船体损坏，最终进行拆解。
本舰的俄国名字来源于费奥多尔·阿普拉克辛，俄国海军大將、波羅的海艦隊首任司令。日本名字则有可能来源于对马海峡附近玄界灘的沖之島（日本全国有不少叫“冲岛”或者“冲之岛”的地名；本舰据推测是取自对马海峡海战战场附近的那个冲岛）。1935年日本建造的布雷舰冲岛则是第二艘以此名字命名的日本军舰。

## 建造背景及概述
十九世纪末，瑞典海军建造了一系列近岸装甲军舰，其设计思路是以斯堪的纳维亚半岛沿岸的峡湾复杂地区为基地进行作战，以猛烈火力摧毁所有靠近的相近吨位的敌人。为了回应瑞典的挑战，俄国也建造了一批岸防战列舰，即乌沙科夫海军上将级3舰。本级采用低干舷外形，吃水浅，故此有“熨斗船”的外号；设计目的是作为近岸炮击，根本就没打算用来远航。
本舰在建造过程中，超重现象明显，吃水比设计值深了0.3米。为了减轻超重问题，主建造师迪米特里·斯沃尔措夫提议去掉塔楼，并减少各处装甲厚度。海洋技术委员会否决了他的提案，而是决定减少一门后部火炮，使主炮数量减少到3门。
本舰的主要火力为3门40倍径254（10英寸），两门安装在舰艏的双联装炮塔内，另一门则单独安装在舰艉。副炮为4门120 mm（4.7英寸）单装炮。轻型火力包括10门哈奇开斯47毫米3磅速射炮，12门37毫米炮。舰上还安装有4具450（18英寸）鱼雷发射管，全部位于水线上方。
防护方面，本舰采用了哈维尔渗碳装甲，水线装甲带为10英寸（250 mm），甲板装甲厚2—3英寸（51—76），司令塔和炮塔则厚8英寸（203）。

## 舰历

### 俄国海军服役期间

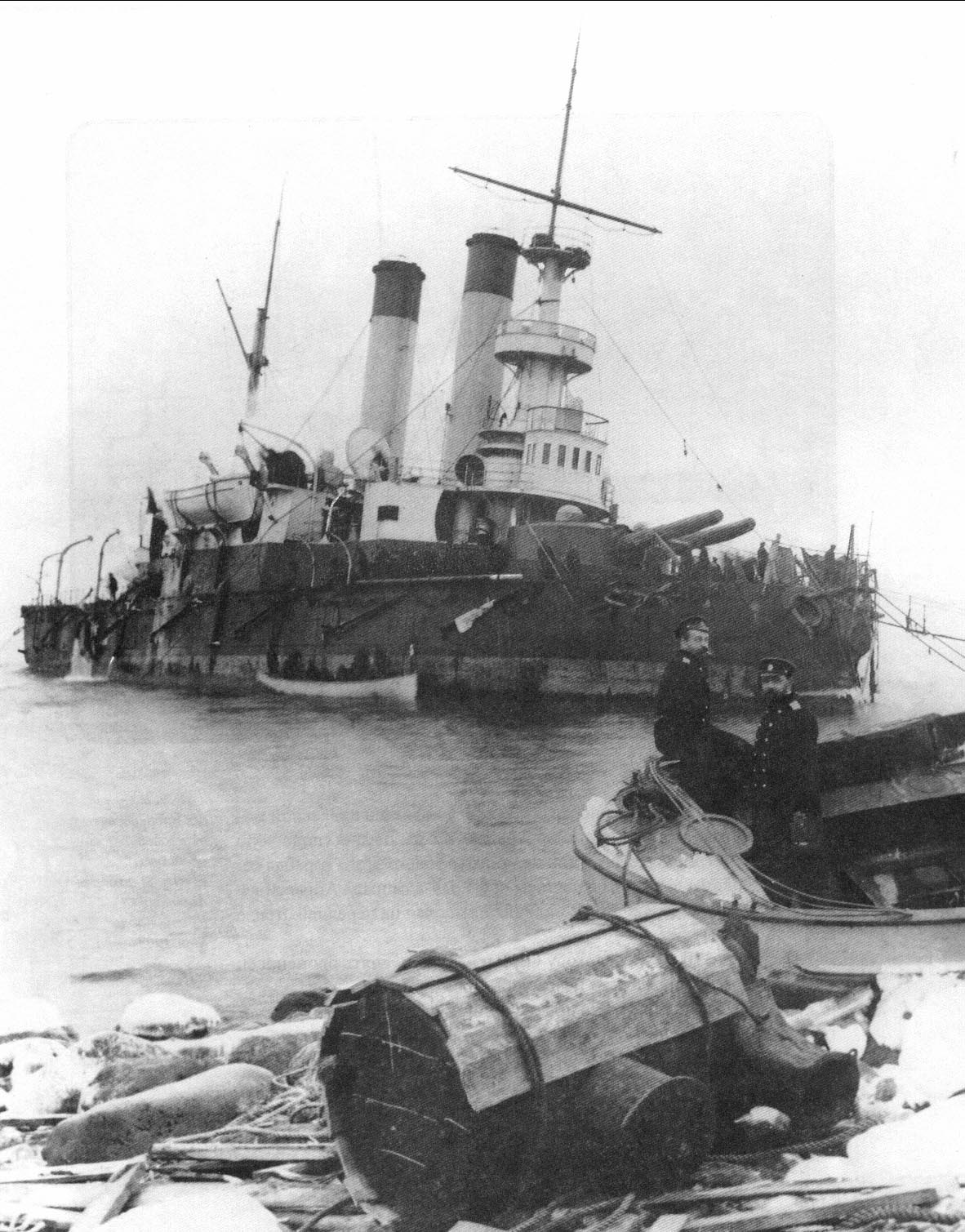
1900年4月，在戈格兰岛礁石上搁浅的阿普拉克辛海军大将号

1894年10月24日（俄历10月12日），圣彼得堡新海军部船厂正式动工兴建本舰。1896年5月12日（俄历4月30日），本舰下水。1898年秋开始进行第一次公试。1899年开始安装本级最新式的电传动炮塔。
1899年，阿普拉克辛海军大将号进入俄国海军服役。同年8月26日（俄历8月14日），本舰随同尼古拉二世前往哥本哈根进行访问。同年11月24日（俄历11月12日）03:00，本舰在从喀琅施塔得往利巴瓦的路上遭遇风暴，在芬蘭灣戈格兰岛搁浅。俄国海军不愿意放弃这艘军舰，于是下令舰上官兵就地坚守，并且在冬季海面封冻时尽可能保护军舰。破冰船叶尔马克号则负责传递信息。
1900年1月，舰上官兵在岛上建立了一个无线电通信站，与喀琅施塔得方面取得了联系。同时齐诺维·罗杰斯特文斯基海军少将开始负责拯救行动。阿普拉克辛海军大将号的触礁情况很严重，强行拖带的话很可能彻底损坏这艘军舰。因此罗杰斯特文斯基雇佣了一家民间采矿公司，用小规模爆破的方式清除卡住舰体的石头。破冰船叶尔马克号也加入了救援行动。罗杰斯特文斯基一开始不相信叶尔马克号能有什么作为，不过5月初的行动让叶尔马克号获得了肯定。俄国人花了一番力气总算把阿普拉克辛海军大将号脱离了海岸，其后将其拖带回喀琅施塔得进行修理。
1901年，阿普拉克辛海军大将号大修完成。不算此前的拯救行动的花费，本次修理的费用为17万5000卢布。
1904年，日俄战争爆发。俄国在远东战况不利，原太平洋舰队旅顺分舰队一直受困于旅顺港内，多番突围均徒劳无功。同年俄国开始抽调波罗的海舰队的舰艇组成第二太平洋舰队，由罗杰斯特文斯基海军中将率领，10月8日（俄历9月25日）起航前往旅顺，企图解救第一太平洋舰队。3艘乌沙科夫海军上将级因为只针对波罗的海近海设计，适航性较差，不适合远洋作战，罗杰斯特文斯基一开始并没有选择这3艘军舰同行。
俄国海军部忧虑第二太平洋舰队实力不够，于是半路上又命令尼古拉·涅鲍加托夫海军少将组成第三太平洋舰队前往支援。这次3艘乌沙科夫海军上将级都随队出征；阿普拉克辛号在战队内序列第3。第二、第三太平洋舰队会合后，第三太平洋舰队改称第三战列舰战队。罗杰斯特文斯基很反感这些设计过时的老舰，将这些难堪大用的老舰称之为“悬挂在我脖子上的磨盘”。
5月27日，当天俄军的作战序列是第一战列舰战队、第二战列舰战队、涅鲍加托夫率领的第三战列舰战队，后面是医院船、运输船、修理船等，由轻型舰艇护卫。在面对日军巡洋舰的侦察压迫时，罗杰斯特文斯基发出了自相矛盾的命令，导致第二战列舰战队脱离了主战列。中午前后东乡平八郎海军中将率领的联合舰队，截住了北上的俄国舰队，对马海峡海战爆发。罗杰斯特文斯基发出命令企图让孤悬在外的第二战列舰战队返回战列，这一命令引起了更大的混乱，航速较快的第二战列舰战队被迫减速，而跟在后面的第三战列舰战队也要为腾出位置而减速甚至停车，俄军战列陷入一片混乱。就在这时候日舰逼近炮击，双方展开混战。第一、第二战列舰战队向日军的战列舰射击，第三战列舰战队则瞄准了日军的装甲巡洋舰，对八雲、淺間、日進造成一定损伤。此后日舰专注于攻击第一、第二战列舰战队，排在队伍末尾的第三战列舰战队射程不够，无甚作为。当晚日军鱼雷艇连续不断地发起攻击，各俄舰损失惨重，唯有第三战列舰战队没有装备探照灯，反而受伤较少，阿普拉克辛海军大将号在日军的鱼雷夜袭中没有受鱼雷命中记录。次日28日，涅鲍加托夫指挥着残存的4艘主力舰企图继续北上。09:30起，日军主力发起了对俄军残存主力舰的最后围攻。4艘俄舰无论火炮数量、射程还是航速均远逊于日舰，多舰负伤情况严重；而日军主要舰艇无一损失，状态也大致完好。无奈之下涅鲍加托夫被迫率队向日军投降。4舰均为日军所俘获。

### 日本海军服役期间
1905年6月6日，日本海军将对马海峡海战捕获的5艘俄舰改名，本舰改名为“冲岛”。同一天5舰均编入日本海军，冲岛列入佐世保镇守府籍。同年11月16日，西乡从义海军大尉将原阿普拉克辛海军大将号俄国军官赠送的留聲機乐谱和幻灯机底片呈献给裕仁亲王等人。
1914年，第一次世界大战爆发后不久，日本方面将从俄军捕获的军舰组成第二舰队第二战队，冲岛也参加了作战，在青島戰役中封锁并炮轰青岛港。
1921年4月1日，日本海军将冲岛改列为潜艇母舰。
1922年（大正11年）4月1日，日本方面将冲岛从海军中除籍，并从舰艇类别等级表删除，改作杂役船。后冲岛用作佐世保海军陆战团的训练舰。
1924年（大正13年），日本海军将冲岛列为废弃船。1925年日本海海战战迹保存会接收了本舰。当时的福冈县津屋崎町的町长、议会，以及福冈县知事柴田善三郎请愿，希望将本舰系留在岸边，准备改造为纪念船。其后因为恶劣天气，本舰触礁破损。1939年，在当地进行拆解。

## 历任舰长

### 俄国舰长
- Н. А. 里姆斯基-科尔萨科夫（Н. А. Римский- Корсаков） 海军一等校官（海军上校）13.06.1896-1898.06.12.
- Д. Д. 弗谢沃洛日斯基（Д. Д. Всеволожский） 海军一等校官（海军上校）06.12.1898-1899.25.01.
- В. В. 冯·林捷斯特列姆（В. В. фон Линдестрем） 海军一等校官（海军上校）25.01.1899-1902.07.01.
- А. С. 扎戈良斯基-基谢利（А. С. Загорянский-Кисель） 海军一等校官（海军上校）07.01.1902-1903.06.04.
- Н. Г. 利申（Н. Г. Лишин） 海军一等校官（海军上校）06.04.1903-1905.15.05.

### 日本舰长
下表系根据《日本海軍史》第9、10卷《将官履歴》，以及《官報》进行整理。
- 釜屋忠道 海军大佐：1905年6月14日 - 12月12日
- 石井義太郎 海军大佐：1905年12月12日 - 1907年10月15日
- 秀島七三郎 海军大佐：1907年10月15日 - 1908年2月20日
- 牛田从三郎 海军大佐：1908年2月20日 - 4月7日
- 大泽喜七郎 海军大佐：1908年9月25日 - 11月20日
- 森越太郎 海军大佐：1909年7月9日 - 1910年12月1日
- （兼）松修藏 海军大佐：1910年12月1日 - 1911年2月14日
- （兼）森越太郎 海军大佐：1911年4月1日 - 1912年2月1日
- （兼）上村经吉 海军大佐：1912年2月1日 - 1913年5月24日
- （兼）堀輝房 海军大佐：1913年5月24日 - 5月29日
- （兼）堀輝房 海军大佐：1914年12月1日 - 1915年6月30日
- （兼）野村房次郎 海军大佐：1915年6月30日 - 1916年12月1日
- （兼）古川弘 海军大佐：1916年12月1日 - 1918年7月17日
- （兼）新纳司 海军大佐：1918年7月17日[39] - 1919年2月12日[40]
- （兼）平岩元雄 海军大佐：1919年2月12日 - 8月5日
- （兼）大見丙子郎 海军大佐：1919年8月5日 - 1920年11月20日
- 太田千尋 海军中佐：1920年11月20日 - 1921年8月6日
- （兼）井手元治 海军大佐：1921年8月6日 - 11月20日
- （兼）有泽四十九郎 海军大佐：1921年11月20日[41] - 12月1日[42]
- 铃木八百藏 海军中佐：1921年12月1日[42] -

## 同级舰
- 乌沙科夫海军上将号岸防战列舰
- 谢尼亚文海军上将号岸防战列舰